# Seznam vrcholů v Podbeskydské pahorkatině

Podbeskydská pahorkatina na mapě Vnějších Západních Karpat

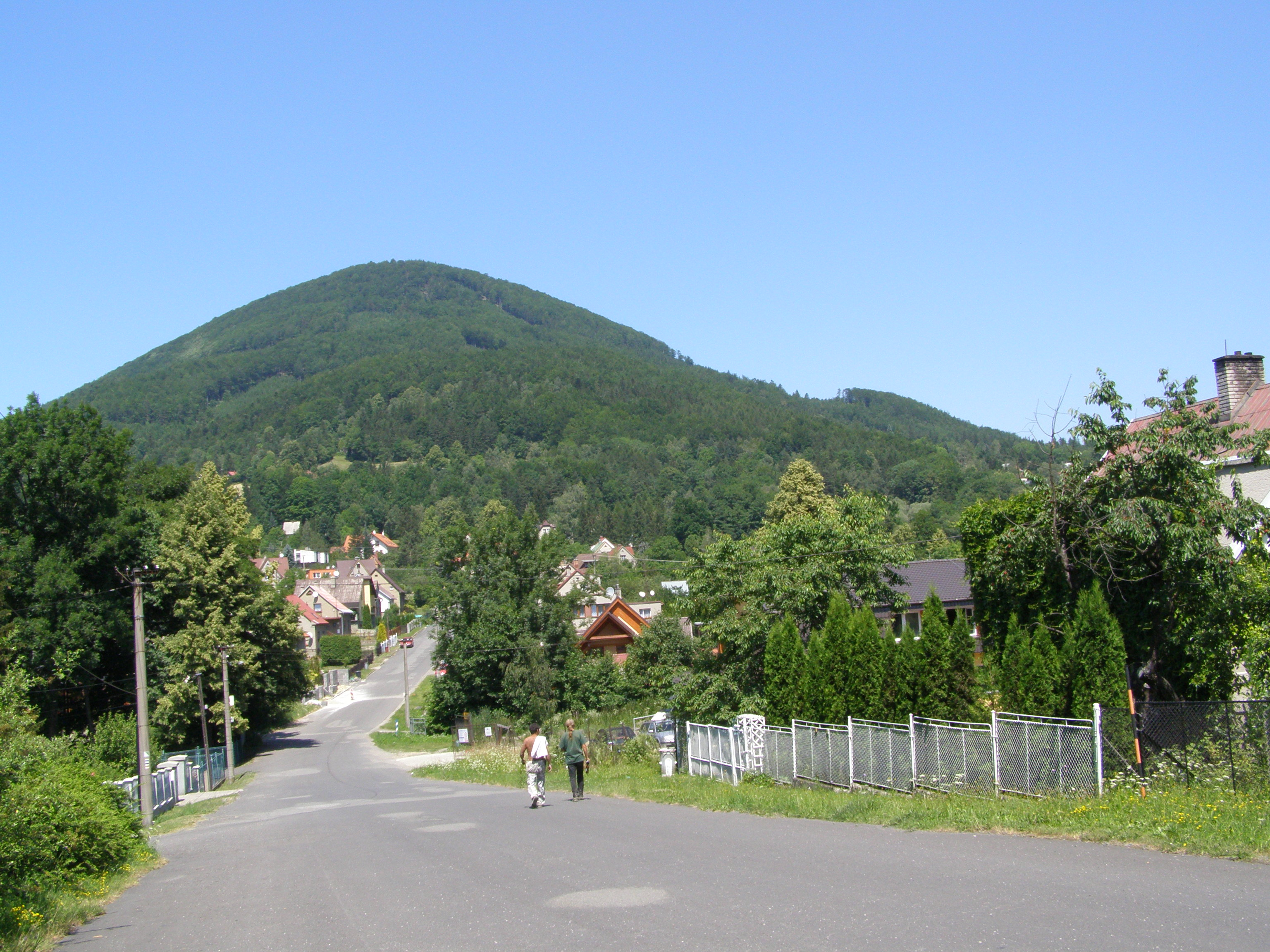
Skalka (964 m)

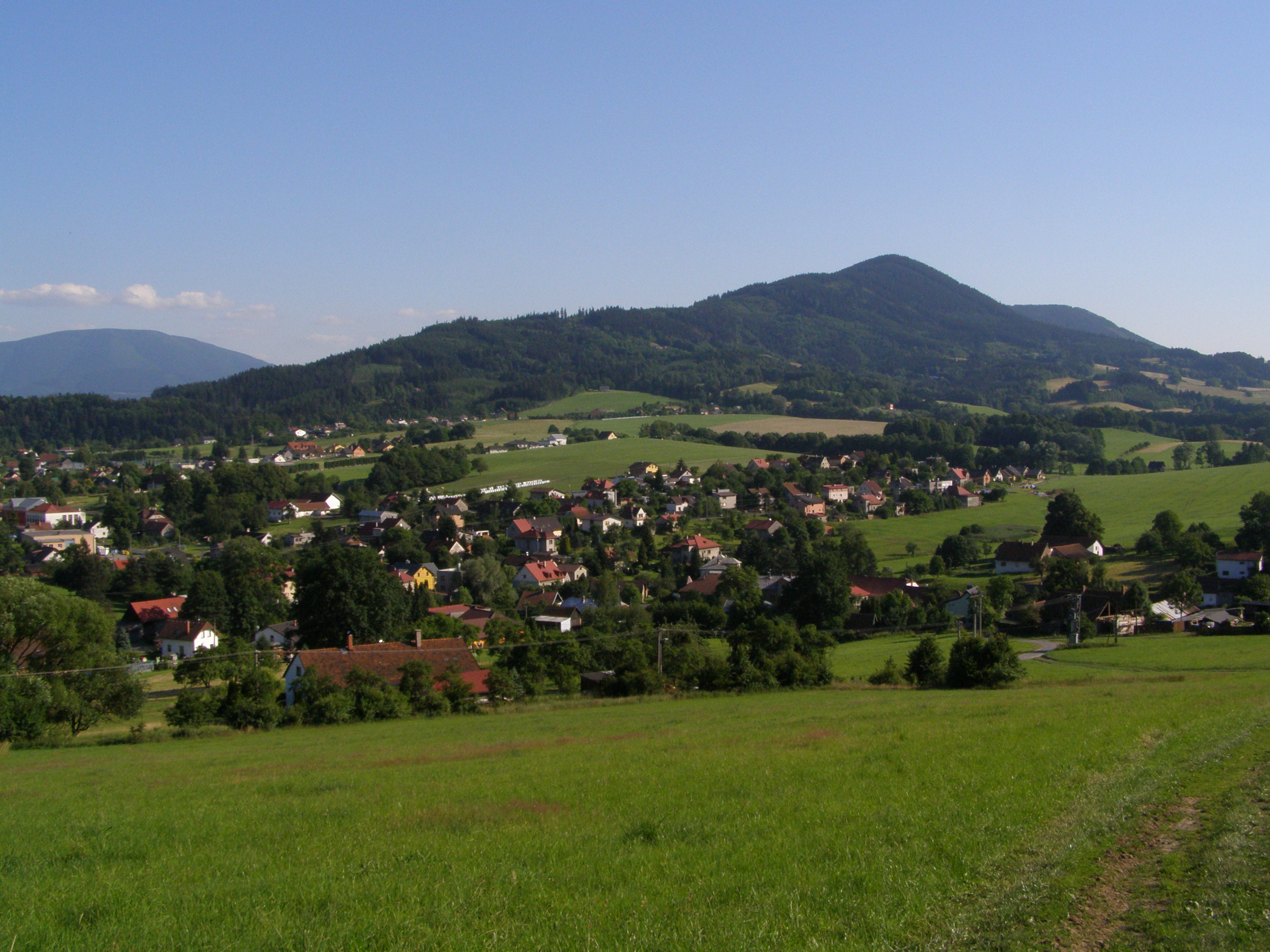
Ondřejník (890 m)

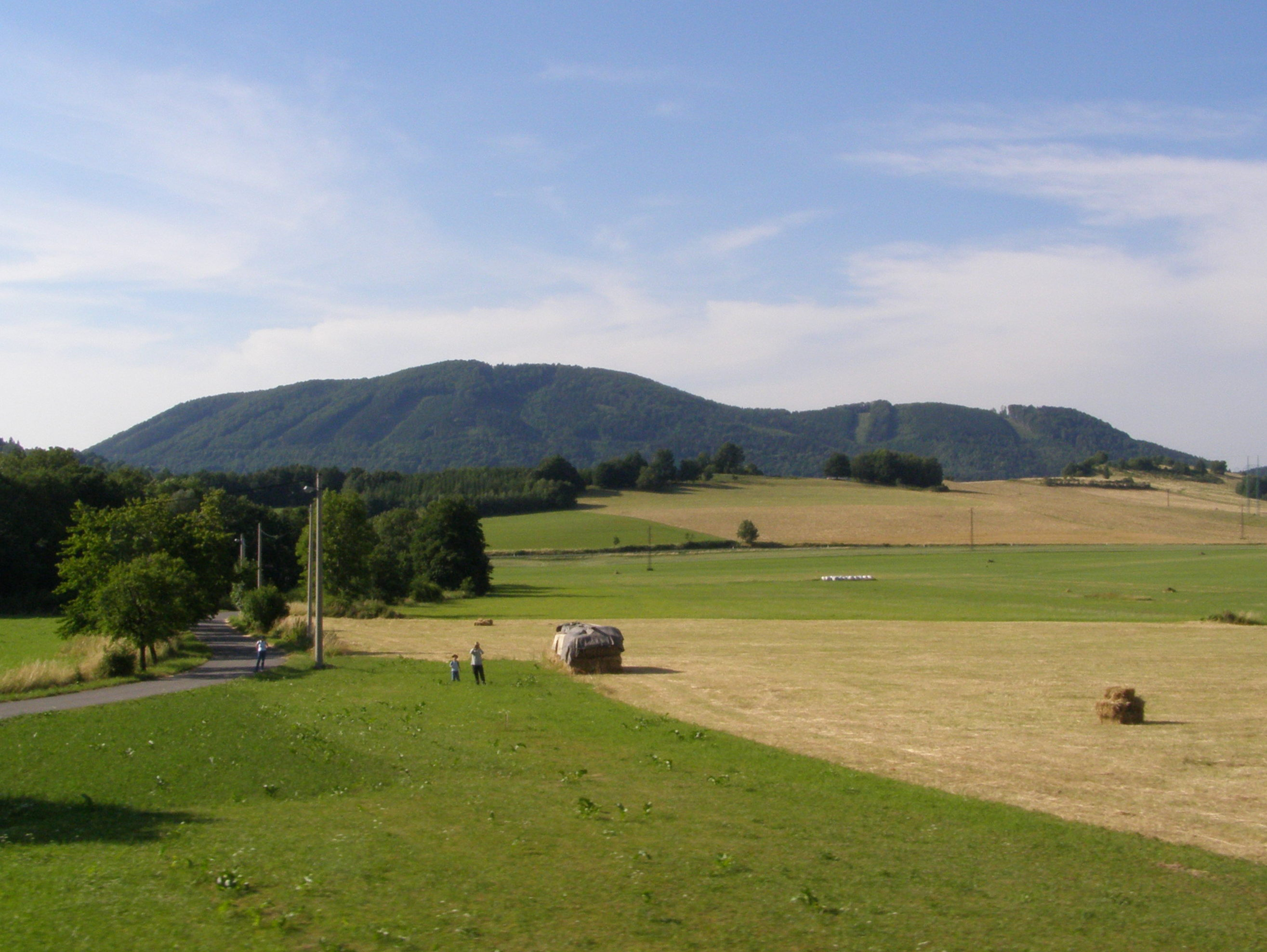
Červený kámen (696 m)

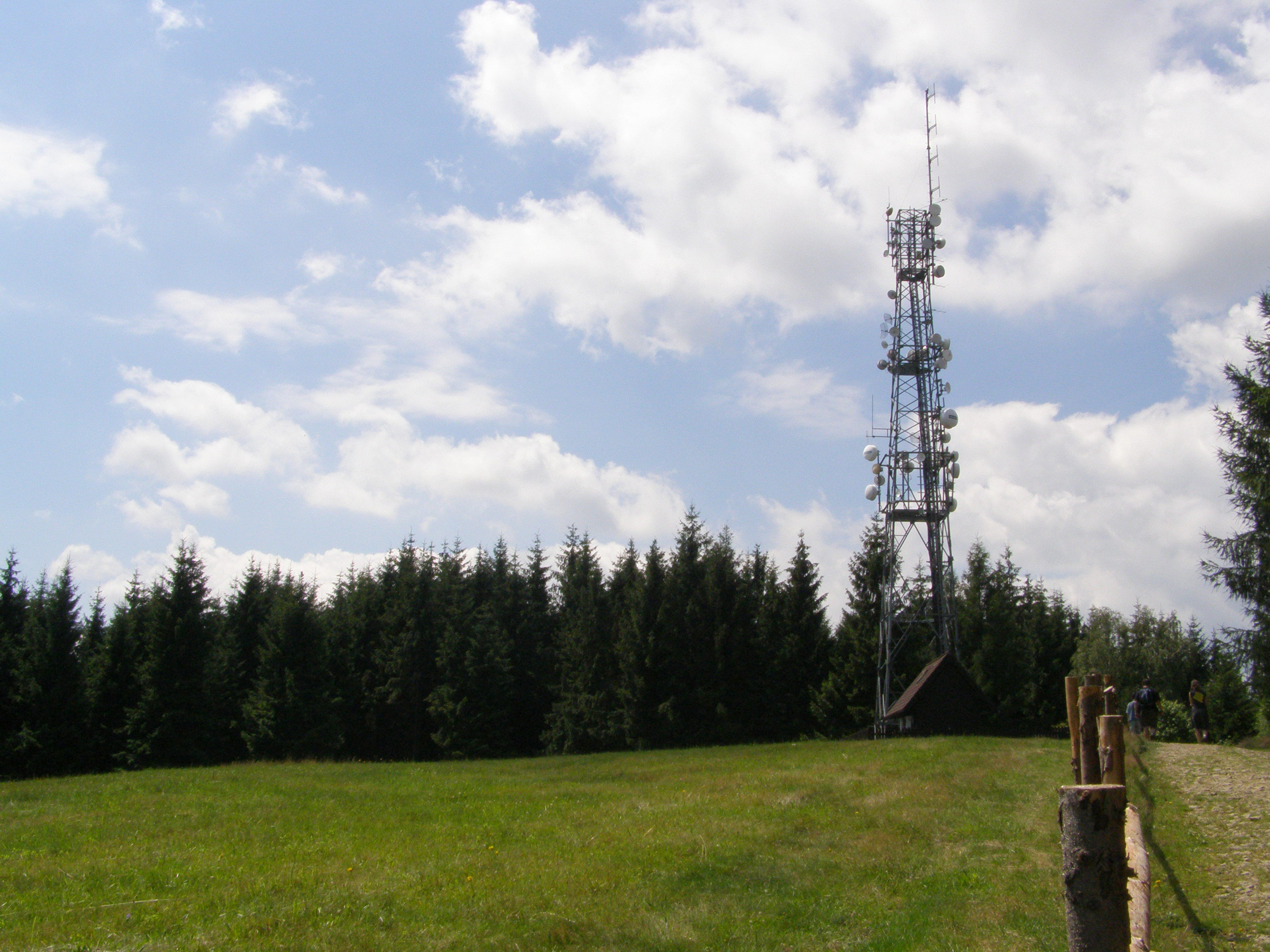
Kubánkov (661 m)

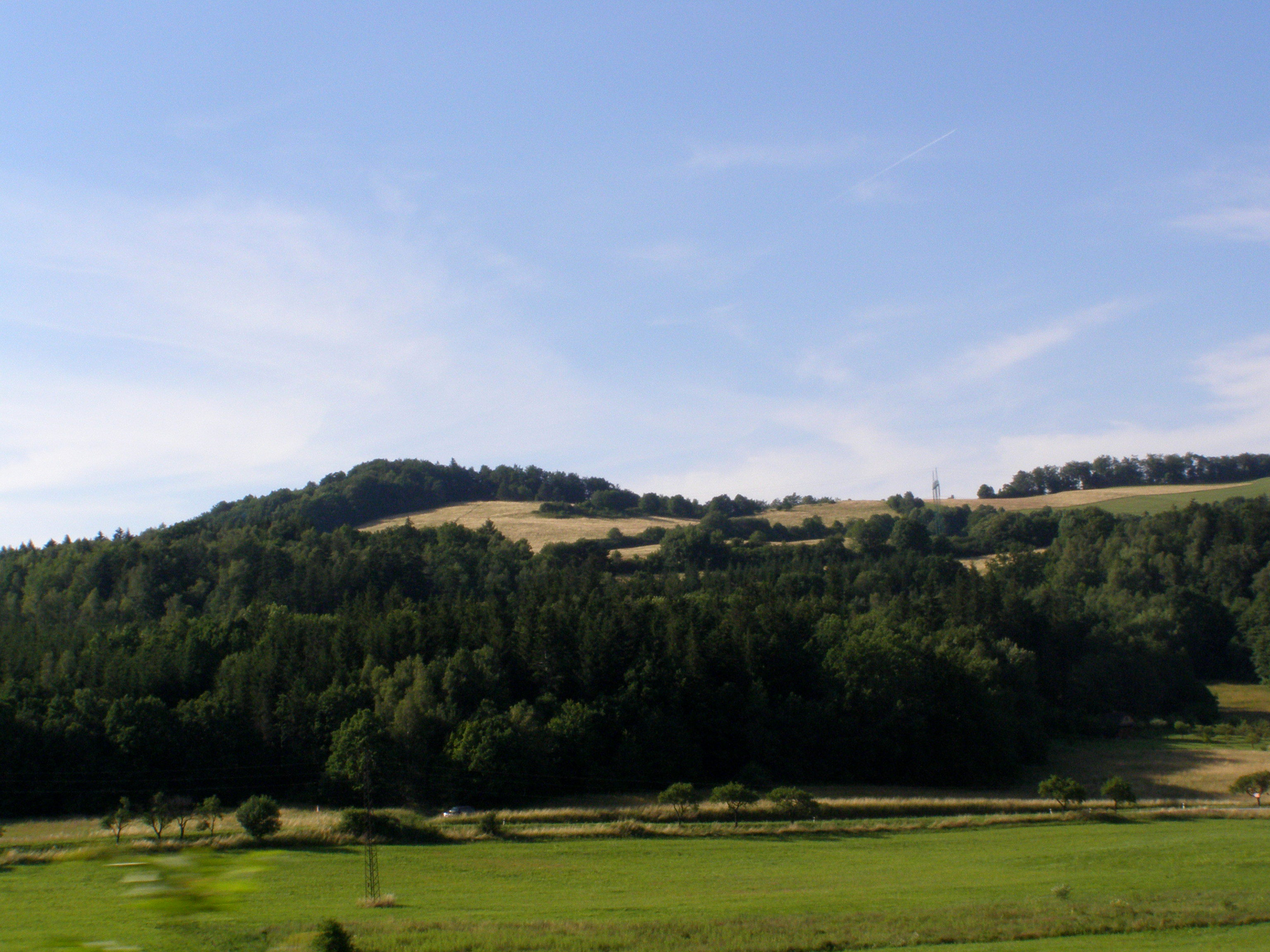
Na Peklech (605 m)

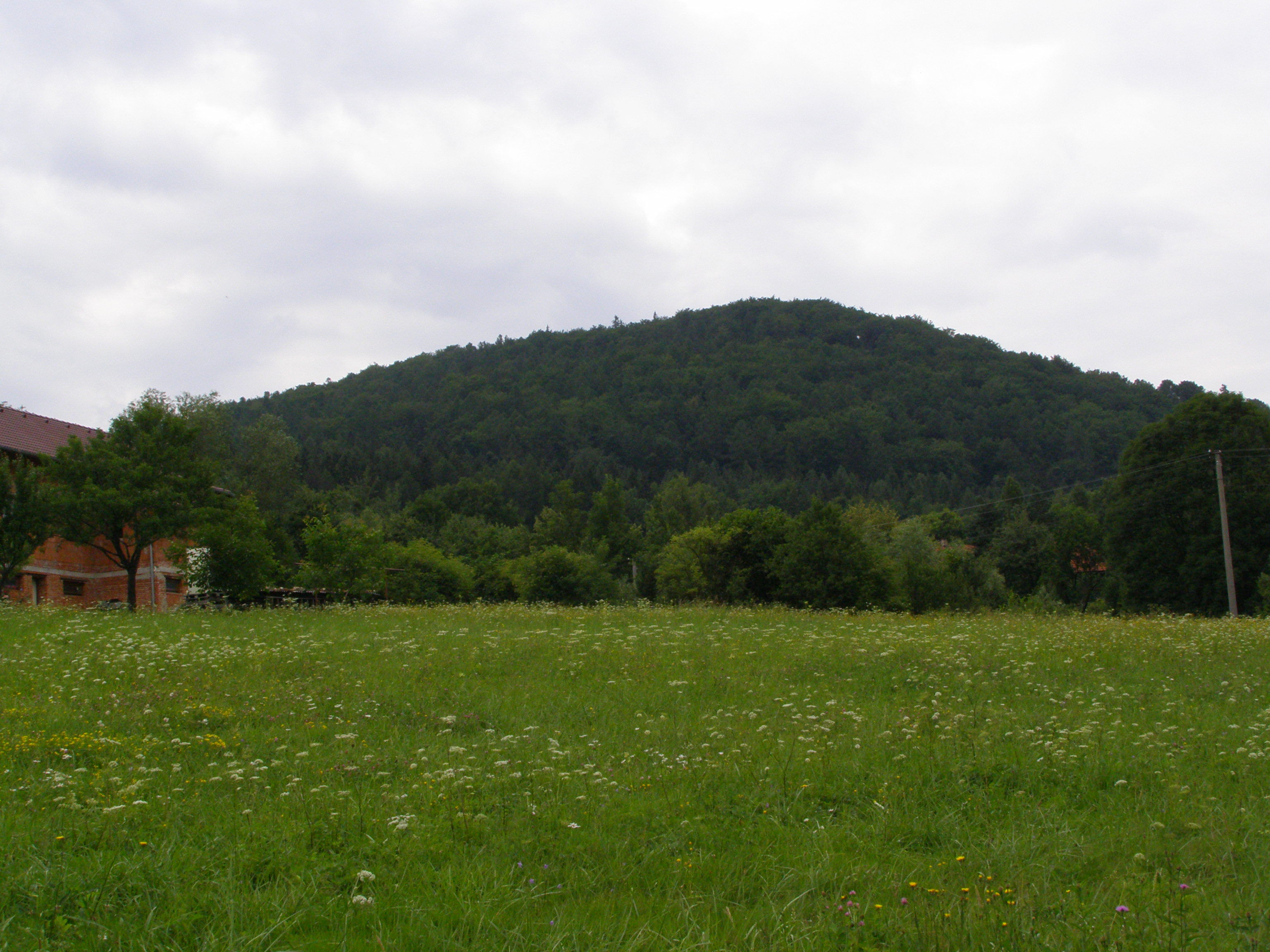
Kazničov (601 m)

Seznam vrcholů v Podbeskydské pahorkatině obsahuje pojmenované podbeskydské vrcholy s nadmořskou výškou nad 600 m a dále všechny vrcholy s prominencí (relativní výškou) nad 100 m. Seznam je založen na údajích dostupných na stránkách Mapy.cz a ze základních topografických map ČR. Jako hranice pohoří byla uvažována hranice stejnojmenného geomorfologického celku.

## Seznam vrcholů podle výšky
Seznam vrcholů podle výšky obsahuje všechny pojmenované vrcholy s nadmořskou výškou nad 600 m. Celkem jich je 14, z toho 1 s výškou nad 900 m a 3 s výškou nad 800 m. Nejvyšší z nich se nacházejí v okrsku Ondřejník. Nejvyšší horou je Skalka s nadmořskou výškou 964 m.
| #   | Vrchol           | Výška m n. m. | Souřadnice                       | Okrsek                  | Přístup                                                                              |
| --- | ---------------- | ------------- | -------------------------------- | ----------------------- | ------------------------------------------------------------------------------------ |
| 1.  | Skalka           | 964           | 49°33′10″ s. š., 18°18′03″ v. d. | Ondřejník               | modrá turistická značka · žlutá turistická značka · místnímodrá turistická značka    |
| 2.  | Stanovec         | 899           | 49°33′40″ s. š., 18°18′33″ v. d. | Ondřejník               | neznačeno                                                                            |
| 3.  | Ondřejník        | 890           | 49°35′05″ s. š., 18°18′47″ v. d. | Ondřejník               | neznačeno                                                                            |
| 4.  | Červený kámen    | 696           | 49°34′32″ s. š., 18°09′25″ v. d. | Šostýnské vrchy         | naučná turistická značka                                                             |
| 5.  | Kubánkov         | 661           | 49°37′58″ s. š., 18°15′52″ v. d. | Palkovické hůrky        | modrá turistická značka · místníčervená turistická značka · naučná turistická značka |
| 6.  | Opálená          | 642           | 49°33′05″ s. š., 18°19′00″ v. d. | Ondřejník               | neznačeno                                                                            |
| 7.  | Holý vrch        | 632           | 49°38′14″ s. š., 18°16′10″ v. d. | Palkovické hůrky        | neznačeno                                                                            |
| 8.  | Babí hora        | 620           | 49°38′07″ s. š., 18°15′02″ v. d. | Palkovické hůrky        | neznačeno                                                                            |
| 9.  | Ostružná         | 617           | 49°38′33″ s. š., 18°17′01″ v. d. | Palkovické hůrky        | neznačeno                                                                            |
| 10. | Kozlovická hora  | 613           | 49°36′42″ s. š., 18°17′13″ v. d. | Metylovická pahorkatina | neznačeno                                                                            |
| 11. | Petřkovická hora | 608           | 49°32′40″ s. š., 17°57′50″ v. d. | Petřkovické vrchy       | žlutá turistická značka · místnížlutá turistická značka                              |
| 12. | Na Peklech       | 605           | 49°33′10″ s. š., 18°08′26″ v. d. | Šostýnské vrchy         | neznačeno                                                                            |
| 13. | Kabátice         | 601           | 49°38′49″ s. š., 18°15′58″ v. d. | Palkovické hůrky        | neznačeno                                                                            |
| 14. | Kazničov         | 601           | 49°36′25″ s. š., 18°13′12″ v. d. | Palkovické hůrky        | neznačeno                                                                            |

## Seznam vrcholů podle prominence
Seznam vrcholů podle prominence obsahuje všechny podbeskydské vrcholy s prominencí (relativní výškou) nad 100 m bez ohledu na nadmořskou výšku. Celkem jich je 18. Nejprominentnějším vrcholem je Skalka (482 m), která je zároveň vrcholem nejvyšším.
| #   | Vrchol               | Výška m n. m. | Promi- nence | Izolace (km)         | Souřadnice                       | Přístup                                                                              |
| --- | -------------------- | ------------- | ------------ | -------------------- | -------------------------------- | ------------------------------------------------------------------------------------ |
| 1.  | Skalka               | 964           | 482          | 4,3 → Velká Stolová  | 49°33′10″ s. š., 18°18′03″ v. d. | modrá turistická značka · žlutá turistická značka · místnímodrá turistická značka    |
| 2.  | Červený kámen        | 696           | 289          | 4,9 → Velký Javorník | 49°34′30″ s. š., 18°09′17″ v. d. | naučná turistická značka                                                             |
| 3.  | Kubánkov             | 661           | 239          | 5,9 → Ondřejník      | 49°37′58″ s. š., 18°15′52″ v. d. | modrá turistická značka · místníčervená turistická značka · naučná turistická značka |
| 4.  | Petřkovická hora     | 608           | 237          | 5,9 → Oprchlice      | 49°32′40″ s. š., 17°57′50″ v. d. | žlutá turistická značka · místnížlutá turistická značka                              |
| 5.  | Bílá hora            | 557           | 204          | 2,2 → Červený kámen  | 49°35′39″ s. š., 18°07′36″ v. d. | naučná turistická značka                                                             |
| 6.  | Kazničov             | 601           | 200          | 3,7 → Babí hora      | 49°36′25″ s. š., 18°13′12″ v. d. | neznačeno                                                                            |
| 7.  | Kozlovická hora      | 613           | 185          | 2,5 → Kubánkov       | 49°36′42″ s. š., 18°17′13″ v. d. | neznačeno                                                                            |
| 8.  | Hlásnice             | 558           | 176          | 3,5 → Na Peklech     | 49°33′52″ s. š., 18°05′04″ v. d. | neznačeno                                                                            |
| 9.  | Tichavská hůrka      | 543           | 160          | 2,0 → Červený kámen  | 49°34′52″ s. š., 18°12′05″ v. d. | neznačeno                                                                            |
| 10. | Maleník              | 479           | 160          | 7,3 → Juřacka        | 49°30′52″ s. š., 17°40′41″ v. d. | neznačeno                                                                            |
| 11. | Na Peklech           | 605           | 152          | 2,3 → Velký Javorník | 49°33′10″ s. š., 18°08′26″ v. d. | neznačeno                                                                            |
| 12. | Libhošťská hůrka     | 494           | 150          | 2,6 → Puntík         | 49°36′37″ s. š., 18°04′33″ v. d. | místníčervená turistická značka                                                      |
| 13. | Starojický kopec     | 496           | 148          | 2,0 → Svinec         | 49°34′59″ s. š., 17°57′48″ v. d. | žlutá turistická značka                                                              |
| 14. | Ondřejník            | 890           | 132          | 1,8 → Stanovec       | 49°35′05″ s. š., 18°18′47″ v. d. | neznačeno                                                                            |
| 15. | Čupek                | 524           | 132          | 2,3 → Ondřejník      | 49°37′10″ s. š., 18°20′36″ v. d. | modrá turistická značka                                                              |
| 16. | Hradní vrch Hukvaldy | 479           | 120          | 0,9 → Kazničov       | 49°37′14″ s. š., 18°13′40″ v. d. | neznačeno                                                                            |
| 18. | Kotouč               | 520           | 112          | 1,2 → Bílá hora      | 49°35′02″ s. š., 18°06′45″ v. d. | neznačeno                                                                            |
| 17. | Na Kamenném          | 502           | 110          | 1,9 → Oprchlice      | 49°31′13″ s. š., 18°00′00″ v. d. | neznačeno                                                                            |